# سيلفيريو أورتيز
سيلفيريو أورتيز (بالإسبانية: Silverio Ortiz)‏ مواليد 17 ديسمبر 1982 في ولاية يوكاتان، المكسيك، هو ملاكم محترف مكسيكي يصنف ضمن فئة وزن الوسط.

## إحصائيات
خاض خلال مسيرته 36 نزالا، فاز في 23 ولم يتعادل وخسر في 13. فاز بالضربة القاضية في 11 نزالا.

## روابط خارجية
- سيلفيريو أورتيز على موقع بوكس ريك (الإنجليزية) (registration required)